# أمال بلغرينو
أمال بلغرينو (بالإسبانية: Amahl Pellegrino) (18 يونيو 1990 بدرامن في النرويج - ) هو لاعب كرة قدم نرويجي من أصل تنزاني في مركز الجناح لعب سابقاً لنادي ضمك السعودي.

## وصلات خارجية
- أمال بلغرينو على موقع الاتحاد الأوربي (الإنجليزية)
- أمال بلغرينو على موقع اتحاد النرويج (النرويجية)
- أمال بلغرينو على موقع الدوري الأمريكي (الإنجليزية)
- أمال بلغرينو على موقع قاعدة بيانات كرة القدم.إي يو (الإنجليزية)
- أمال بلغرينو على موقع Soccerbase.com (لاعب) (الإنجليزية)
- أمال بلغرينو على موقع Soccerway.com (الإنجليزية)